# 聖ジャイルズ教会 (ノリッジ)
聖ジャイルズ教会（せいジャイルズきょうかい、英: St Giles' Church, Norwich）はシティ・オブ・ノリッジにあるイングランド国教会の教区教会であり、第一級指定建築物に登録されている。

## 歴史
この教会は中世のもので、1080年のドゥームズデイ・ブックにその記述を見ることができる。現在ある聖ジャイルズ教会の起源は1386年に遺贈された教会建築を始めたことにある。1424年までに塔はほぼ完成しており、1430年にはこの建築物は葬儀を行うに十分なくらいに完成していた。1866年から1867年までに建築家のリチャード・フィプソンの手で修復された。塔の高さは120フィート (37 m)あり、ノリッジで最も高さのある教会塔である。

## 記念像
教会には以下の像など多くの壁面記念像がある。その実例を示す。
- トーマス・チャーチマン像（初代準男爵サー・ヘンリー・シーア（英語版）作（1742年））
- サー・トーマス・チャーチマン像（トーマス・ローリンズ（英語版）作（1781年））
- フィリップ・スタナード像（トーマス・ローリンズ作（1747年））

## オルガン
この教会にはノルマン・アンド・ベアード社による1896年製のオルガンがある。オルガンの仕様書は国立パイプオルガン登録簿で見ることができる。